# Cattedrali in Costa d'Avorio

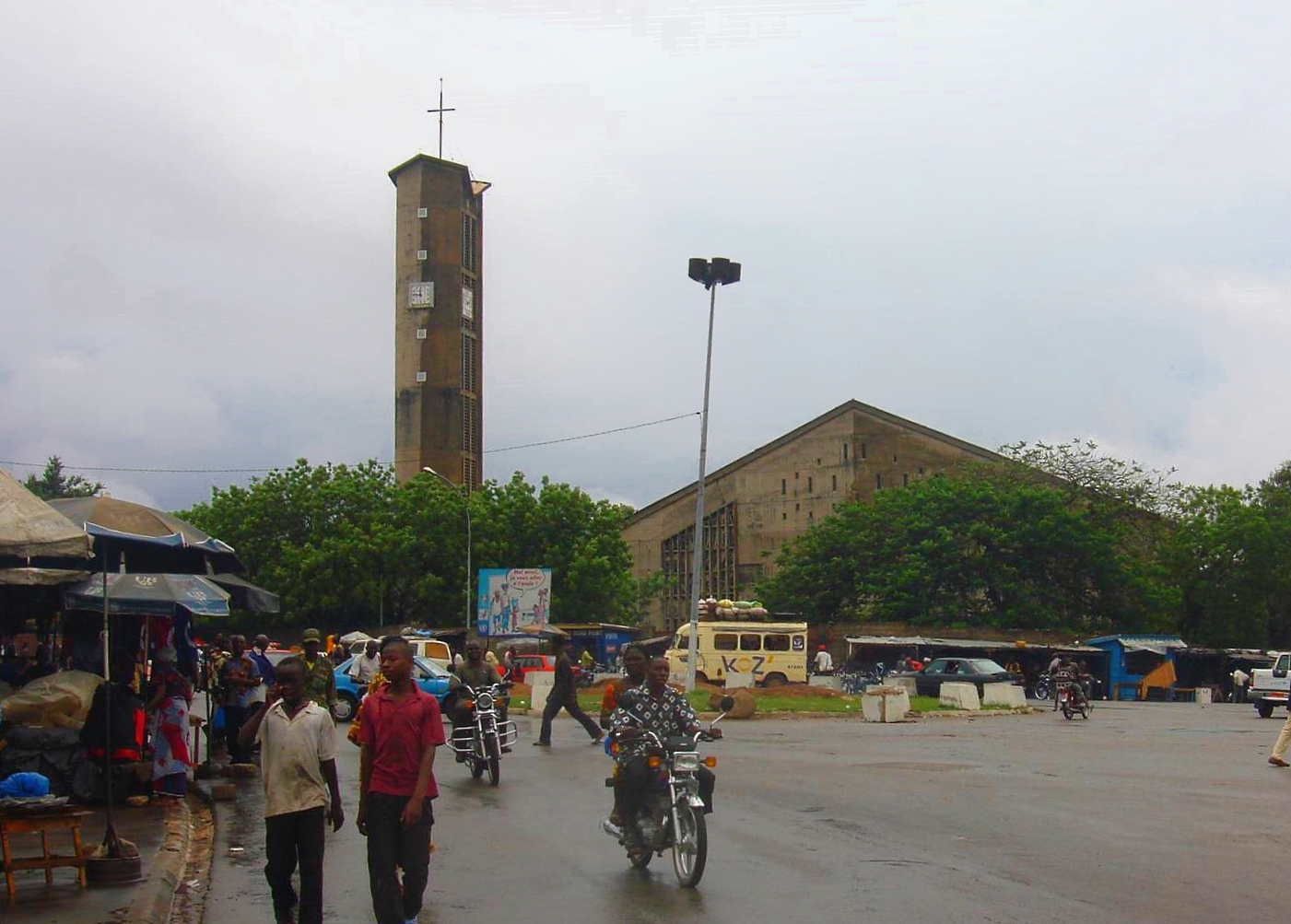
Cattedrale di Santa Teresa, Bouaké

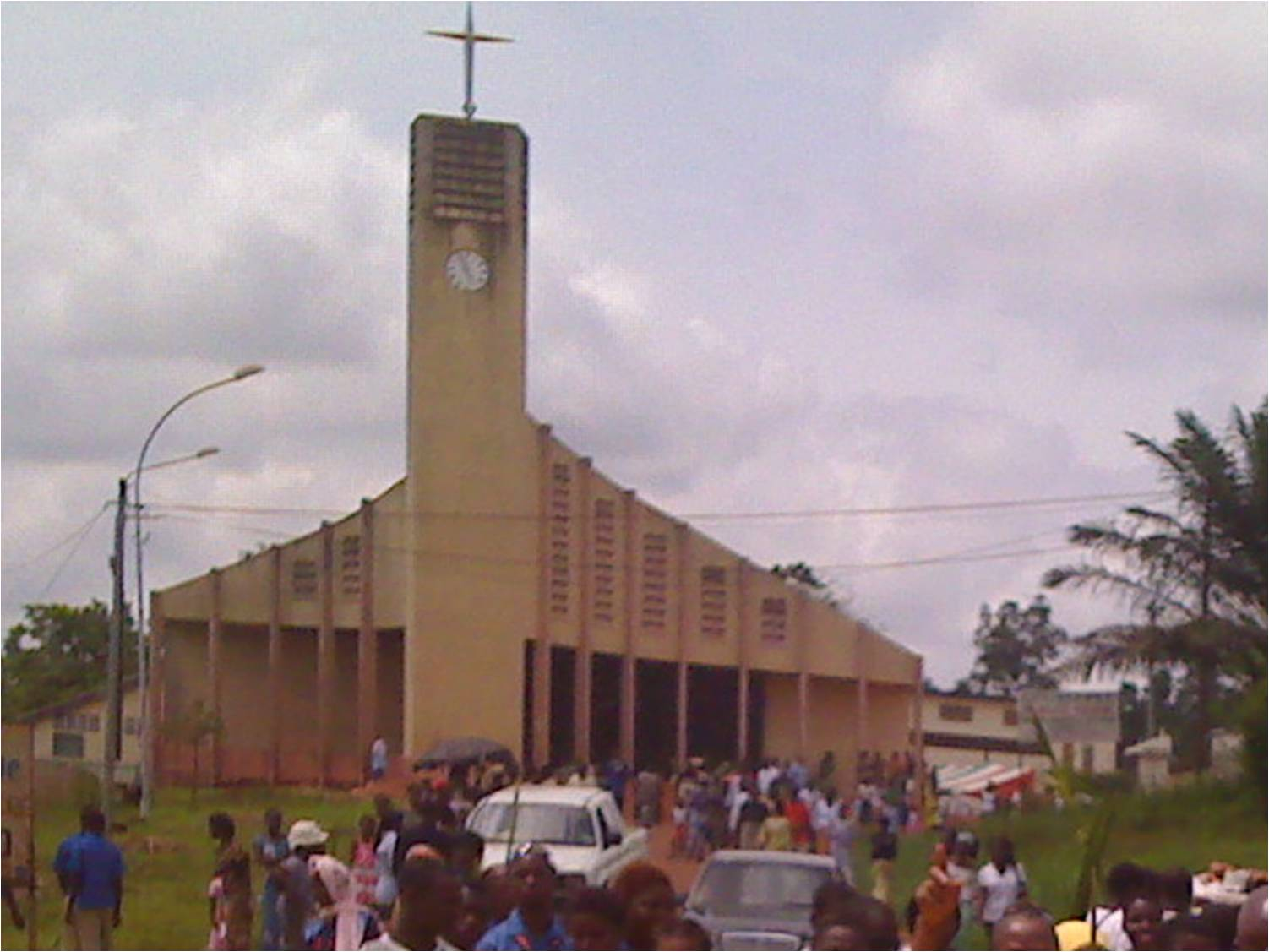
Cattedrale di Sant'Anna, Gagnoa

Questa è una lista delle cattedrali in Costa d'Avorio.

## Cattedrali cattoliche
| Cattedrale                                 | Arcidiocesi o Diocesi                 | Località     |
| ------------------------------------------ | ------------------------------------- | ------------ |
| Cattedrale di San Paolo                    | Arcidiocesi di Abidjan                | Abidjan      |
| Cattedrale di Giovanni Maria Vianney       | Diocesi di Agboville                  | Agboville    |
| Cattedrale del Sacro Cuore di Gesù         | Diocesi di Grand-Bassam               | Grand-Bassam |
| Cattedrale di Sant'Andrea                  | Diocesi di Yopougon                   | Yopougon     |
| Cattedrale di Santa Teresa                 | Arcidiocesi di Bouaké                 | Bouaké       |
| Cattedrale di Santa Teresa di Gesù Bambino | Diocesi di Abengourou                 | Abengourou   |
| Cattedrale di Sant'Odilia                  | Diocesi di Bondoukou                  | Bondoukou    |
| Cattedrale di Sant'Agostino                | Diocesi di Yamoussoukro               | Yamoussoukro |
| Cattedrale di Sant'Anna                    | Arcidiocesi di Gagnoa                 | Gagnoa       |
| Cattedrale di Cristo Re                    | Diocesi di Daloa                      | Daloa        |
| Cattedrale di San Michele                  | Diocesi di Man                        | Man          |
| Cattedrale di San Pietro                   | Diocesi di San Pedro-en-Côte d'Ivoire | San Pédro    |
| Cattedrale di San Giovanni Battista        | Arcidiocesi di Korhogo                | Korhogo      |
| Cattedrale di Santa Giovanna d'Arco        | Diocesi di Katiola                    | Katiola      |
| Cattedrale di sant'Agostino                | Diocesi di Odienné                    | Odienné      |